# Inés Remersaro
Inés Remersaro (2 de desembre de 1992) és una estudiant, esportista i nedadora uruguaiana.

## Biografia
Va estudiar al Col·legi i Liceu Alemany de Montevideo i és llicenciada en finances de la Universitat Baptista d'Oklahoma.
Va practicar handball en el seu col·legi. va competir en el Club Biguá i per Uruguai, als Jocs Panamericans de 2011 en els 100 metres estil esquena femení i en els 200 metres estilo esquena femení, acabant en 20º i 16º posició respectivament.
També va competir als Jocs Olímpics de Londres 2012, en la categoria de 100 m estilo esquena femení acabant en 43r. posició, no podent classificar-se per a les semifinals.
Per Uruguai als Jocs Olímpics de Rio de Janeiro 2016, va batre el rècord nacional i va guanyar en la seva sèrie de classificació, encara que no va ser suficient per classificar a les semifinals. La uruguaiana va finalitzar en el lloc 34° entre 46 participants, fent els 100 m lliure en 57 s i 85 centenes.

- 2016, Rècord nacional de natació 100 m lliure femení temps: 57,85.[6][7]